# Ivan Pereža
Ivan Pereža (Vučevci, 25. kolovoza 1953.) hrvatski je karikaturist.

## Životopis
Rođen je 25. kolovoza 1953. u selu Vučevci, kod Đakova.
U životu se bavio različitim poslovima, od zemljoradnje, do investicija i održavanja u velikim industrijskim korporacijama.
Pisanjem i crtanjem humorističnih sadržaja bavi se odmalena, od svoje dvanaeste godine. Prvi objavljeni radovi bili su iz područja "ozbiljne" literature. S objavljivanjem  "neozbiljnijih" - humornih radova počinje oko 1982., najprije pjesmama, pa aforizmima. Početkom devedesetih, isprovociran divljanjem restauriranog kapitalizma u Hrvatskoj domovini, sudu javnosti pruža i društveno angažirane ilustracije, odnosno – karikature. Tematika kojom se bavi su: politika, ljubav, ljudske slabosti. U zadnje vrijeme više se bavi portretnom karikaturom.
Radove je objavljivao u dnevnom tisku (Slobodna Dalmacija, Večernji list), zatim u periodici i specijaliziranim humorističnim časopisima: Čvor, Osmeh, Mladost, Žulj, Ježev humor, na Facebooku i drugdje. Izlagao na skupnim izložbama u zemlji i inozemstvu. Za svoj stvaralački rad na tom području više je puta javno pohvaljivan.
Član je Hrvatskog društva karikaturista (HDK).

## Vanjske poveznice
- http://www.hdk.hr/clanovi/ivan_pereza/index.php